# Gelei Károly
Gelei Károly (Budapest, 1964. december 7. –) válogatott labdarúgó, kapus. Apja, Gelei József olimpiai bajnok labdarúgókapus.

## Pályafutása

### Klubcsapatban
A Csepel csapatában mutatkozott az élvonalban 1984. szeptember 1-jén a Békéscsaba ellen, ahol csapata 3–0-ra győzött. 1986-ban a Honvédhoz szerződött. Az első idényben csak négy bajnoki találkozón lépett pályára, a következőben egyen sem. 1988-ban tovább szerződött Vácra, ahol első számú kapus lett és két élvonalbeli idényben 43 alkalommal szerepelt a csapatban.
1990 és 1993 között a belga Antwerp csapatában szerepelt. 1990. május 28-án már antwerpeni játékosként lépett pályára a magyar válogatottban. Az 1994–95-ös idényben a belga Boom együttesében játszott.
1994-ben hazatért. Egy idényt a Pécsi MSC csapatában védett, majd hármat a másodosztályú Szolnoki MÁV-ban. Utolsó élvonalbeli csapata a Tatabánya volt, ahol 1998 és 2001 között játszott. Legjobb bajnoki eredményét a tatabányai csapattal érte el: egy negyedik helyezést. Utolsó élvonalbeli mérkőzésen az MTK ellen 5–1-es vereséget szenvedett csapata. Összesen 185 magyar élvonalbeli bajnoki mérkőzésen lépett pályára.

### A válogatottban
1990-ben egy alkalommal szerepelt a válogatottban.

## Sikerei, díjai
- Magyar bajnokság
  - 4.: 1999–00
- Magyar kupa
  - döntős: 1999

## Statisztika

### Mérkőzése a válogatottban
| Magyarország | Magyarország    | Magyarország                   | Magyarország | Magyarország | Magyarország            | Magyarország | Magyarország | Magyarország |
| #            | Dátum           | Helyszín                       | Hazai        | Eredmény     | Vendég                  | Kiírás       | Gólok        | Esemény      |
| ------------ | --------------- | ------------------------------ | ------------ | ------------ | ----------------------- | ------------ | ------------ | ------------ |
| 1.           | 1990. május 28. | Nîmes, Costiéres Stadion (FRA) | Magyarország | 3 – 0        | Egyesült Arab Emírségek | barátságos   | -            |              |
|              | Összesen        |                                |              | 1            | mérkőzés                |              | 0            | gól          |